# Yolgeçen, Arhavi
Yolgeçen là một xã thuộc huyện Arhavi, tỉnh Artvin, Thổ Nhĩ Kỳ. Dân số thời điểm năm 2010 là 339 người.